# Henriqueta Martins Catharino
Henriqueta Martins Catharino ( Feira de Santana, 12 de diciembre de 1886 — Salvador, 21 de junio de 1969) fue una educadora, filántropa, y pionera del feminismo; siendo responsable directa de la formación de uno de los más ricos acervos de la historia del Estado de Bahia, resguardando su cultura popular, su indumentaria, y siendo uno de los más importantes del Brasil.

## Biografía
Era una de los catorce hijos del rico comerciante e industrial Bernardo Catharino, portugués que emigró siendo joven, y de Doña Úrsula Costa Martins, de una familia tradicional de una ciudad del interior baiano. Su padre tornóse, en la primera mitad del siglo XX, en el mayor empresario del Estado de Bahia. Su madre, a su vez, poseía una fuerte formación católica.
La gran riqueza familiar, permitió que Henriqueta tuviese en casa la mejor educación disponible en la época, cuando pocas eran las mujeres que estudiaban. Fue orientada por la profesora Cândia Campos de Carvalho, que dirigió sus estudios, contando con la enseñanza de alemán, inglés y de francés - este último era el idioma más hablado de la época - y con la preceptora alemana Srta. Louise von Schiller. Tenía, además, lecciones de piano con Maria Eulina y Sílvio Fróes, y de artes plásticas, con Vieira de Campos.
Realizó muchos viajes a Europa, sobre todo concurría a París, entonces el principal centro cultural del mundo.
Junto a la médica Francisca Praguer Fróes (1872-1931), una de las primeras feministas del Brasil, figuran dentro de las primeras en preocuparse por el papel activo de la mujer en la sociedad. Así como Praguer Fróes, una de las primeras médicas del país, luchaba por la ampliación de los derechos civiles, tales como el derecho al voto, Henriqueta Catharino tuvo el cuidado de insertarlas efectivamente en el mercado laboral.

## Activismo
Sus iniciativas se manifestaron aún antes de completar los treinta años, con la fundación, en la capital baiana de la "Biblioteca Propaganda de la Buena Lectura", en la primera década del siglo XX. También organizó las llamadas "tardes de costura", actividades filantrópicas donde señoras cosían para las personas pobres.
Em 1923 creó la Casa São Vicente, junto con Monseñor Flaviano Osório Pimentel, que terminaría siendo el núcleo de la Fundação Instituto Feminino da Bahia. Allí pasó a proteger, en diversas sedes, que adquirió con su parte de la herencia materna (fallecida en 1924) e inclusive después con el anticipado de la paterna. Además se obtenían fondos con donaciones de colecciones artísticas, donde los objetos más valiosos, integraban el acervo de dos museos, y de varias bibliotecas.
Además de las actividades de preservación de la memoria, se trabajaba para ayudar a personas discriminidas, incluso aquellas víctimas de prejuicios, siendo la fundadora de una de las primeras entidades en defensa racial: el Frente Negra, en São Paulo (Santos) y en Bahia (1932).

## Cita
En 1951, el escritor Érico Verissimo, escribió en el Jornal da Bahia, sobre sus trabajos:
"No conozco nada como esto, en sus colegios del Brasil, donde realicé visitas. No sé si he visto algo igual, ni siquiera en Estados Unidos"

## Homenajes
- Colegio Henriqueta Catharino
- Calle del Barrio de Federação) de la capital baiana. Sin embargo, el honor más grande e importante fue la nominación, en la década de 1980, del Museo que idealizó y ayudó a fundar, hoy uno de los más importantes espacios memoriales del estado brasileño. También un edificio situado en el centro de la ciudad, que lleva el nombre de Henriqueta Catharino. Ese honor se debió al hecho de que en ese local funcionaba el antiguo Instituto Femenino de Bahia, cuya propietaria era D. Henriqueta.